# Década de 1130
Séculos: Século XI - Século XII - Século XIII
Décadas: 1100 1110 1120 - 1130 - 1140 1150 1160
Anos: 1130 - 1131 - 1132 - 1133 - 1134 - 1135 - 1136 - 1137 - 1138 - 1139